# Pleurothallis matudana
Pleurothallis matudana är en orkidéart som beskrevs av Charles Schweinfurth. Pleurothallis matudana ingår i släktet Pleurothallis och familjen orkidéer. Inga underarter finns listade i Catalogue of Life.